# Jakub Majerski
Jakub Majerski (ur. 18 sierpnia 2000) – polski pływak specjalizujący się w stylu motylkowym, brązowy medalista mistrzostw świata i Europy, finalista igrzysk olimpijskich, rekordzista Polski na dystansie 100 m stylem motylkowym.

## Kariera
W 2018 roku na igrzyskach olimpijskich młodzieży w Buenos Aires zdobył brązowy medal w sztafecie 4 × 100 m stylem zmiennym.
Podczas mistrzostw Europy w Budapeszcie w 2021 roku był czwarty w konkurencji 100 m stylem motylkowym i z czasem 51,11 poprawił rekord Polski. Płynął także w sztafecie 4 × 100 m stylem zmiennym, która zajęła czwarte miejsce.
Trzy miesiące później, na igrzyskach olimpijskich w Tokio w eliminacjach 100 m stylem motylkowym pobił rekord kraju, uzyskawszy czas 50,97. W finale tej konkurencji zajął piąte miejsce ex aequo z Australijczykiem Matthew Temple, poprawiając jednocześnie o 0,05 s rekord Polski. Na dystansie 200 m stylem motylkowym uplasował się na 27. miejscu z czasem 1:57,91. 